# Mino Guerrini
Mino Guerrini, all'anagrafe Giacomo Guerrini (Roma, 16 dicembre 1927 – Roma, 10 gennaio 1990), è stato un pittore, sceneggiatore e regista italiano.

## Biografia
È stato co-fondatore, con Carla Accardi, Ugo Attardi, Pietro Consagra, Piero Dorazio, Achille Perilli, Antonio Sanfilippo e Giulio Turcato, dell'avanguardia artistica detta Gruppo Forma 1 di ispirazione marxista.
Nel 1948 partecipa alla Rassegna nazionale di arti figurative (V Quadriennale Nazionale d'Arte) di Roma. Poco dopo lascia la pittura per dedicarsi al giornalismo e al cinema.
Tra i suoi film si ricordano Il terzo occhio (1966), Oh dolci baci e languide carezze (1969), La ragazza alla pari (1976) e Le miniere del Kilimangiaro (1986), oltre alla serie comica dedicata al colonnello Buttiglione, di cui firma quattro episodi.
Morì a gennaio del 1990. Per sua volontà, l'annuncio fu dato ai giornali a funerali avvenuti.

## Filmografia

### Regista
- Amore in 4 dimensioni, episodio Amore e morte (1964)
- Extraconiugale, episodio Il mondo è dei ricchi (1964)
- L'idea fissa, episodi Basta un attimo e L'ultima carta (1964)
- Su e giù, episodio Questione di principio (1965)
- Il terzo occhio (1966)
- Sicario 77, vivo o morto (1966)
- Omicidio per appuntamento (1967)
- Gangsters '70 (1968)
- Colpo di sole (1968)
- Oh dolci baci e languide carezze (1969)
- Quel negozio di Piazza Navona – miniserie TV (1969)
- ...Scusi, ma lei le paga le tasse? (1971)
- Riuscirà l'avvocato Franco Benenato a sconfiggere il suo acerrimo nemico il pretore Ciccio De Ingras? (1971)
- Gli altri racconti di Canterbury (1972)
- Decameron nº 2 - Le altre novelle del Boccaccio (1972)
- Un ufficiale non si arrende mai, nemmeno di fronte all'evidenza. Firmato Colonnello Buttiglione (1973)
- Le favolose notti d'oriente (1973)
- Il vero coraggio – miniserie TV (1973)
- Professore venga accompagnato dai suoi genitori (1974)
- Il colonnello Buttiglione diventa generale (1974)
- Buttiglione diventa capo del servizio segreto (1975)
- La ragazza alla pari (1976)
- Vinella e Don Pezzotta (1976)
- Von Buttiglione Sturmtruppenführer (1977)
- Cuando calienta el sol... vamos alla playa (1983)
- Le miniere del Kilimangiaro (1986)

### Sceneggiatore
- Villa Borghese, regia di Gianni Franciolini (1953)
- I nuovi angeli, regia di Ugo Gregoretti (1962)
- Marcia o crepa, regia di Frank Wisbar (1962)
- La ragazza che sapeva troppo, regia di Mario Bava (1963)
- L'attico, regia di Gianni Puccini (1962)
- Commando suicida, regia di Camillo Bazzoni (1968)
- Bolidi sull'asfalto - A tutta birra!, regia di Bruno Corbucci (1970)
- La notte della Repubblica – documentario TV, 18 episodi (1989-1990)

### Attore
- La rimpatriata, regia di Damiano Damiani (1963)
- Basta guardarla, regia di Luciano Salce (1970)
- Professore venga accompagnato dai suoi genitori, regia di Mino Guerrini (1974)
- Il trafficone, regia di Bruno Corbucci (1974)